# Schmalblättriger Strandflieder

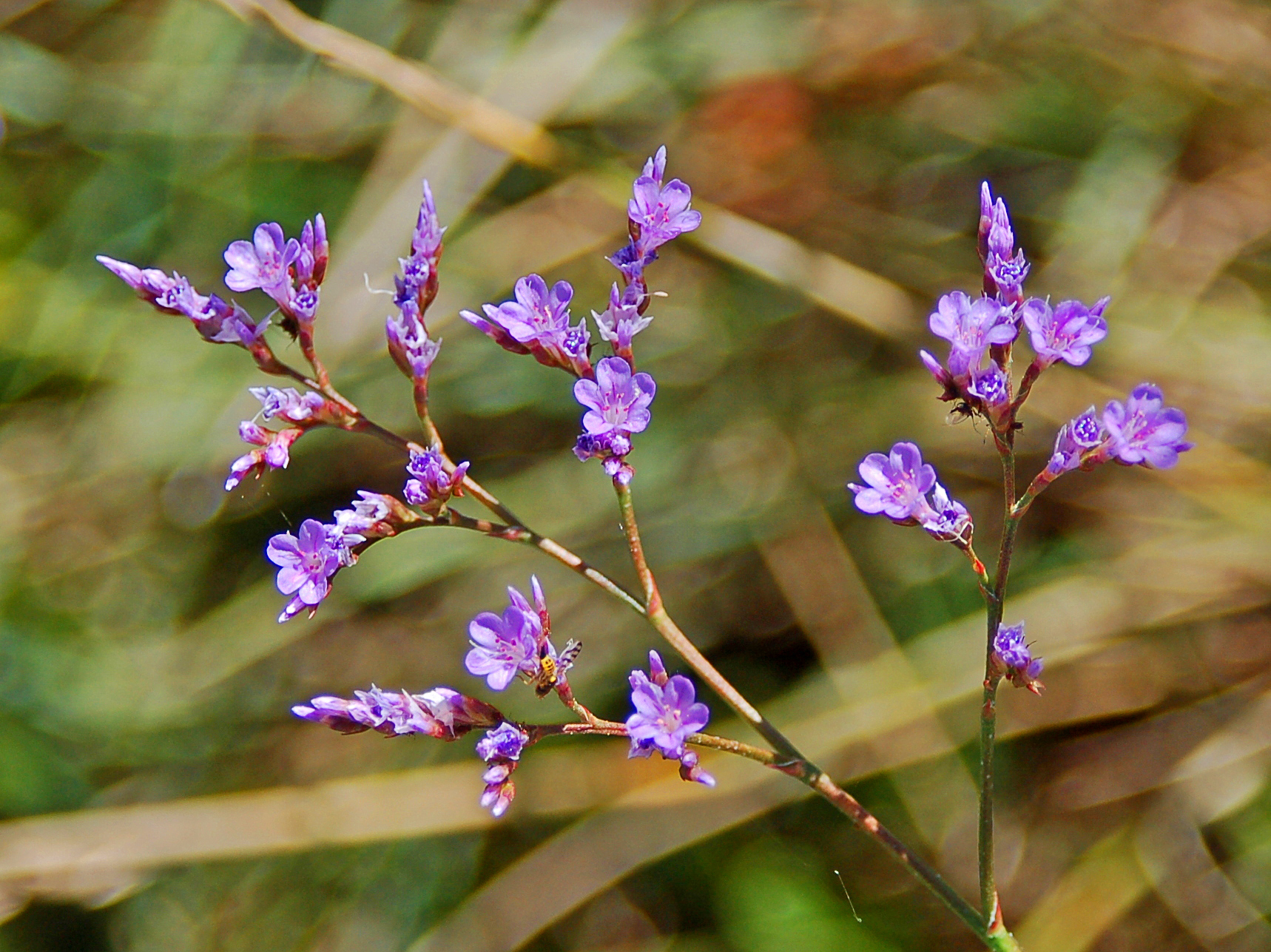
Blütenstand

Der Schmalblättrige Strandflieder (Limonium narbonense) ist eine Pflanzenart aus der Gattung der Strandflieder (Limonium).

## Merkmale
Der Schmalblättrige Strandflieder ist eine ausdauernde krautige Pflanze, die Wuchshöhen von 30 bis 70 Zentimetern erreicht. Die Blätter sind 12 bis 30 Zentimeter lang, lanzettlich-spatelförmig, lang verschmälert und meist bespitzt. Der Hauptnerv ist kräftig, die Fiedernerven sind schwach. Der Blütenstand ist ungeflügelt und groß. Seine Äste sind locker stehend und oft bogig zurückgekrümmt. Sterile Äste sind nur wenige vorhanden oder fehlen ganz. Der Kelch ist 5 bis 7 Millimeter groß und weiß bis blassviolett gefärbt. Zwischen den 5 dreieckigen Kelchzähnen befinden weitere sehr kleine Zähne.
Die Blütezeit reicht von Juli bis Oktober.
Die Chromosomenzahl beträgt 2n = 36, 54 oder 72.

## Vorkommen
Der Schmalblättrige Strandflieder kommt im Mittelmeerraum auf Salzmarschen vor.

## Systematik
Ein Synonym ist Limonium angustifolium (Tausch) Degen.